# Harry Charles Luke
Harry Charles Luke (ur. 1884, zm. 11 maja 1969) – brytyjski urzędnik służb kolonialnych, polityk i dyplomata odznaczony Orderem św. Michała i św. Jerzego.

## Dzieciństwo i młodość
Jego ojciec J.H. Lukács był żydowskim imigrantem, który wyjechał z Austro-Węgier i przeszedł konwersję na chrześcijaństwo (anglikanizm). Natomiast matka była katoliczką i pochodziła z drobnej polskiej szlachty. Urodził się jako Harry Charles Lukach w Londynie. Kształcił się w jednej z najstarszych angielskich szkół męskich, Eton College w miasteczku Eton. Następnie ukończył Trinity College w Oksfordzie, którego został honorowym członkiem w 1952.

## Kariera polityczna
W 1908 Luke został prywatnym sekretarzem i adiutantem na Barbadosie. W 1909 wstąpił do ochotniczej formacji kawalerii Yeomanry, w której otrzymał stopień podporucznika. W latach 1911–1912 był prywatnym sekretarzem wysokiego komisarza Cypru.
Podczas I wojny światowej służył jako komandor porucznik w siłach rezerwowych Royal Navy u wybrzeży dzisiejszej Syrii, a później w rejonie cieśniny Dardanele. Potem był oficerem politycznym w sztabie admirała sir Rosslyna Wemyssa w Stambule i na Morzu Czarnym. Po wojnie, w latach 1918–1920 był Komisarzem Famagusty na Cyprze. Jednocześnie od 1919 pełnił obowiązki oficera politycznego admirała floty sir Johna de Robecka. Podczas wojny domowej w Rosji w 1920 spędził sześć miesięcy (od kwietnia do września) jako Główny Komisarz Transkaukazji.
W 1920 Luke przyjechał do Mandatu Palestyny, gdzie został mianowany zastępcą asystenta gubernatora Jerozolimy (do 1924). W 1921 powołano go na członka komisji śledczej Haycrafta, która wyjaśniała przyczyny i okoliczności zamieszek w Jafie z maja 1921. Końcowy raport wskazywał, że Arabowie wszczęli rozruchy, jednak ich obawy i niepokoje były uzasadnione wzrostem imigracji żydowskiej i wykupem ziemi w Palestynie. Wnioski raportu i jego późniejsze konsekwencje wzmocniły arabskich ekstremistów.
W latach 1924–1928 zajmował stanowisko Sekretarza Kolonii w Sierra Leone. Następnie Luke powrócił do Mandatu Palestyny, gdzie został mianowany pełniącym obowiązki wysokiego komisarza Palestyny (od 31 lipca do 6 grudnia 1928). W sierpniu 1929, działając jako zastępca sir Johna Chancellora, Luke odegrał kluczową rolę w wydarzeniach zamieszek w Palestynie (23–31 sierpnia 1929). Był on ekspertem od miejsc świętych w Jerozolimie, i gdy doszło do gwałtownego arabsko-żydowskiego sporu o dostęp do Muru Zachodniego na Starym Mieście Jerozolimy, Luke wybrał opcję ustępstw na rzecz Muzułmanów. Gdy na dzień przed wybuchem zamieszek, przedstawiciel społeczności żydowskiej zwrócił się do niego z prośbą o zwiększenie ochrony, Luke odpowiedział, że brytyjskie siły bezpieczeństwa podjęły odpowiednie kroki i kontrolują sytuację. Jego postępowanie po wybuchu krwawych zajść było również bardzo kontrowersyjne – odmówił wydania broni Żydom, wstrzymywał siły brytyjskie przed podjęciem zdecydowanych działań, nakazał zamknięcie hebrajskiej prasy i wstrzymał łączność telefoniczną w kraju. Wszystkie te działania były obliczone na niedopuszczenie do zorganizowania się żydowskiej samoobrony, ale w rzeczywistości ułatwiły Arabom dokonywanie kolejnych aktów agresji. Szóstego dnia zamieszek Luke stanął przed wysokim komisarzem Palestyny i powiedział mu, że to Żydzi zaatakowali Arabów, czym sprowokowali wybuch starć rasowych. Gdy po ustaniu zamieszek rozpatrywano kwestię wypłat odszkodowań, Luke powiedział, że nie ma potrzeby ich wypłacania Żydom. Jako argument powiedział, że Żydzi otrzymują wystarczającą pomoc od międzynarodowej społeczności żydowskiej i nie ma potrzeby dodatkowo obciążać budżetu państwa. Przez cały ten czas Luke ściśle ukrywał swoje żydowskie pochodzenie.
Później, w latach 1930–1938, był zastępcą gubernatora generalnego Malty, gubernatorem Fidżi, i w latach 1938-1942 gubernatorem Brytyjskich Terytoriów Zachodniego Pacyfiku. W dniu 21 lipca 1942 odszedł ze służby w administracji kolonialnej na emeryturę.

## Późniejsza działalność
W latach 1943–1946 był przedstawicielem British Council na Karaibach.
Zmarł w 1969 na Cyprze.

## Awanse
- komandor porucznik (Commander)

## Odznaczenia
- Rycerz Komandor Orderu św. Michała i św. Jerzego
- Medal za Męstwo Wojskowe – Królestwo Włoch
- Order Świętego Jana Jerozolimskiego